# Octaazacuban
Octaazacubanul este un compus anorganic ipotetic, considerat un posibil alotrop exploziv al azotului, cu formula chimică N8, ale cărui molecule au opt atomi dispuși în formă de cub, analog moleculei de cuban. Prin comparație, azotul apare de obicei sub forma moleculei diatomice N2. Se preconizează că este o moleculă metastabilă, în care, în ciuda instabilității termodinamice cauzate de tensiunea legăturii și a energiei ridicate a legăturilor simple N-N, molecula rămâne stabilă din punct de vedere cinetic din motive de simetrie orbitală.